# Zygaenosia basalis
Zygaenosia basalis är en fjärilsart som beskrevs av Rothschild och Jordan 1901. Zygaenosia basalis ingår i släktet Zygaenosia och familjen björnspinnare. Inga underarter finns listade i Catalogue of Life.